# Phoenix (Londen)
Phoenix is een historisch merk van motorfietsen.
J. van Hooydonk, Phoenix Motorcycle Works, later Phoenix Motors, London (1900-1908). 
Van Hooydonk was een bekende Engelse wielrenner en motorcoureur en was een van de eersten die in grote aantallen 211- en 345 cc Minerva-motoren inbouwden. In die tijd was de kwaliteit van de Phoenix-producten toonaangevend. Waarschijnlijk werden deze motorfietsen ook in Australië (bij Phoenix (Australië) geassembleerd.
- Andere merken met de naam Phoenix, zie Phoenix (Charleroi) - Phoenix (Groot-Brittannië) - Phoenix (Leeuwarden) - Phoenix (Wenholthausen)